# 邦希田园
邦希田园（Bunhill Fields）是伦敦市中心的一个原墓地，位于伊斯灵顿区, 就在伦敦城以北，剩下的面积约为1.6公頃（4.0英畝），原址的大部分是由伦敦市法团维护的公共花园。
从1665年到1854年，这里用作墓地，据估计，在这段时间内，大约有123,000人安葬于此。 现仍有 2,000 多座墓碑。这里尤其受非国教派教徒的青睐，有许多名人的坟墓，包括《天路历程》的作者約翰·班揚（死于1688年）；《鲁宾逊漂流记》的作者丹尼尔·笛福（死于1731年）；艺术家、诗人、先知威廉·布莱克（死于1827年）；苏珊娜·卫斯理（1742年去世）, 约翰·卫斯理和查理·卫斯理之母，称为“卫理公会之母”；统计学家和哲学家托马斯·贝叶斯（1761年去世）；英国圣诗之父以撒·華茲（死于1748年）。
其中最著名的是三位文学艺术人物約翰·班揚、丹尼尔·笛福和威廉·布莱克的坟墓，长期以来都是文化朝圣的场所：伊莎贝拉·霍姆斯在1896年说，墓地中“最常走的路径”是通往班扬和笛福墓的路。在墓地关闭之后，1964年至1965年进行景观设计，进一步彻底改变了它们的设置，在墓地中间铺设了一条南北向的人行道，游客可以进入，清除了其他墓碑。班扬墓位于人行道的南端，北端是笛福墓，而布莱克的墓碑则从他的墓地移到了笛福墓的旁边。2018年，布莱克的第二座墓碑放置在他的坟墓的实际位置上。
附近的邦希街（Bunhill Row）西侧，布雷斯韦特府（Braithwaite House）后面，是一个从前的贵格会墓地，从1661年使用到1855年，有时也称为邦希田园。乔治·福克斯（死于1691年），该运动的创始人之一，也埋葬在那里。其遗址也辟为贵格会花园（Quaker Gardens）, 由伊斯灵顿区管理。

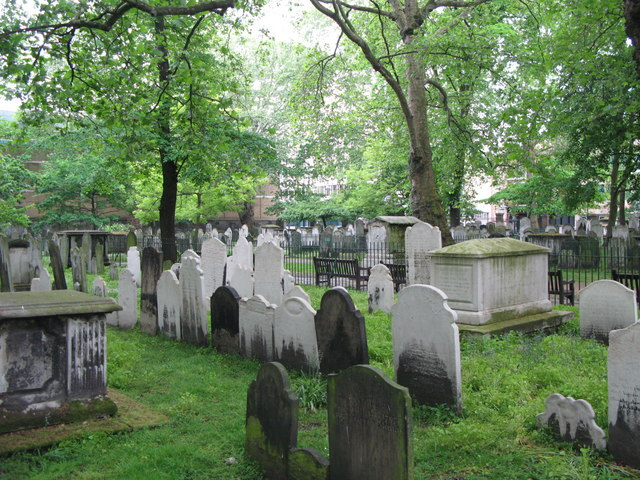
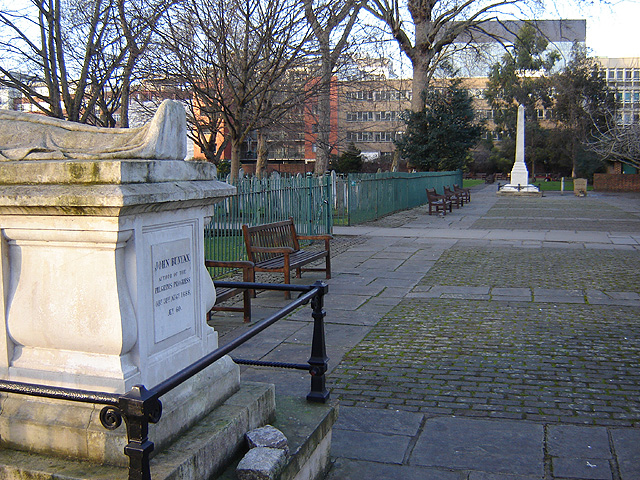
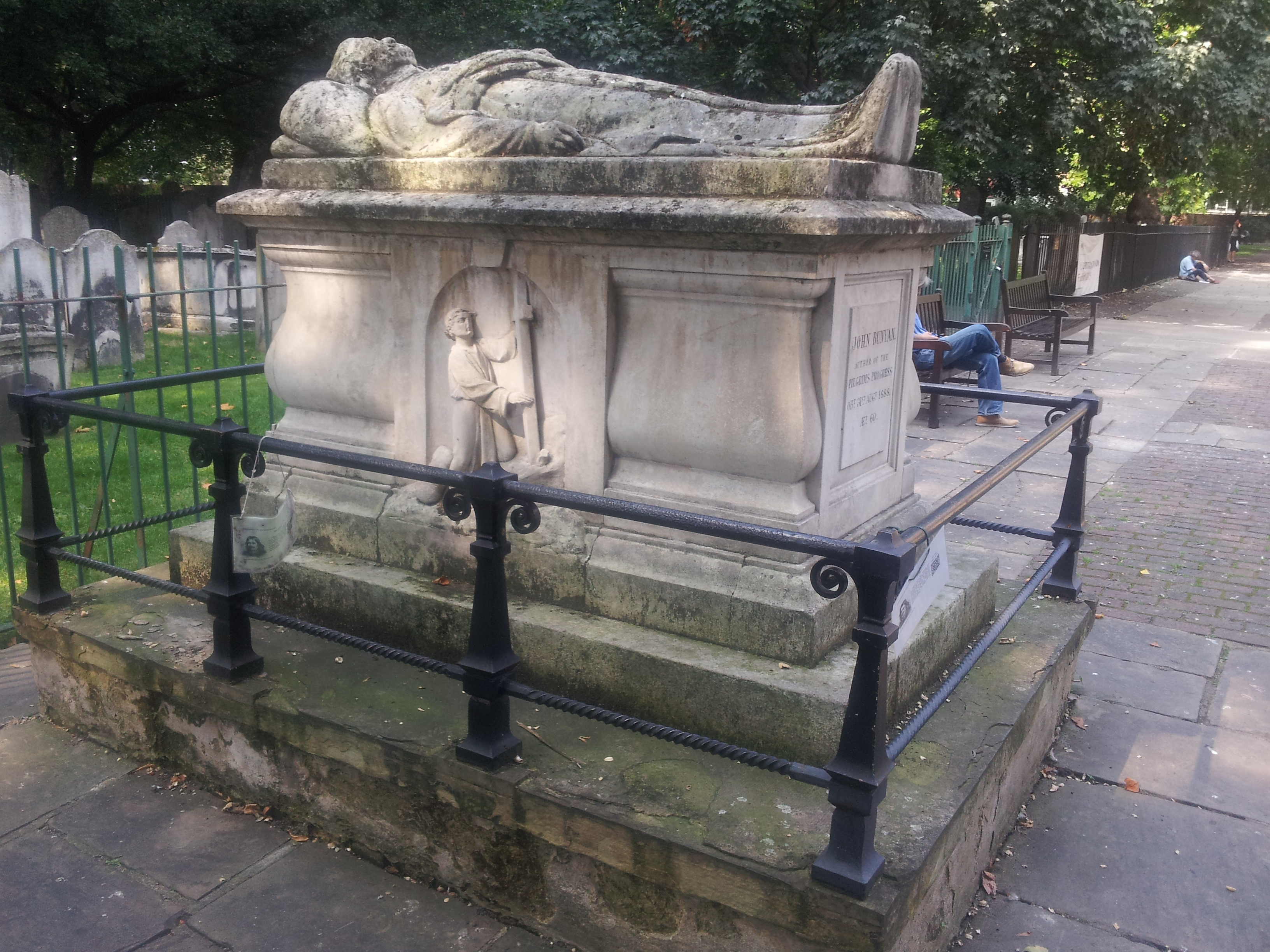
約翰·班揚墓
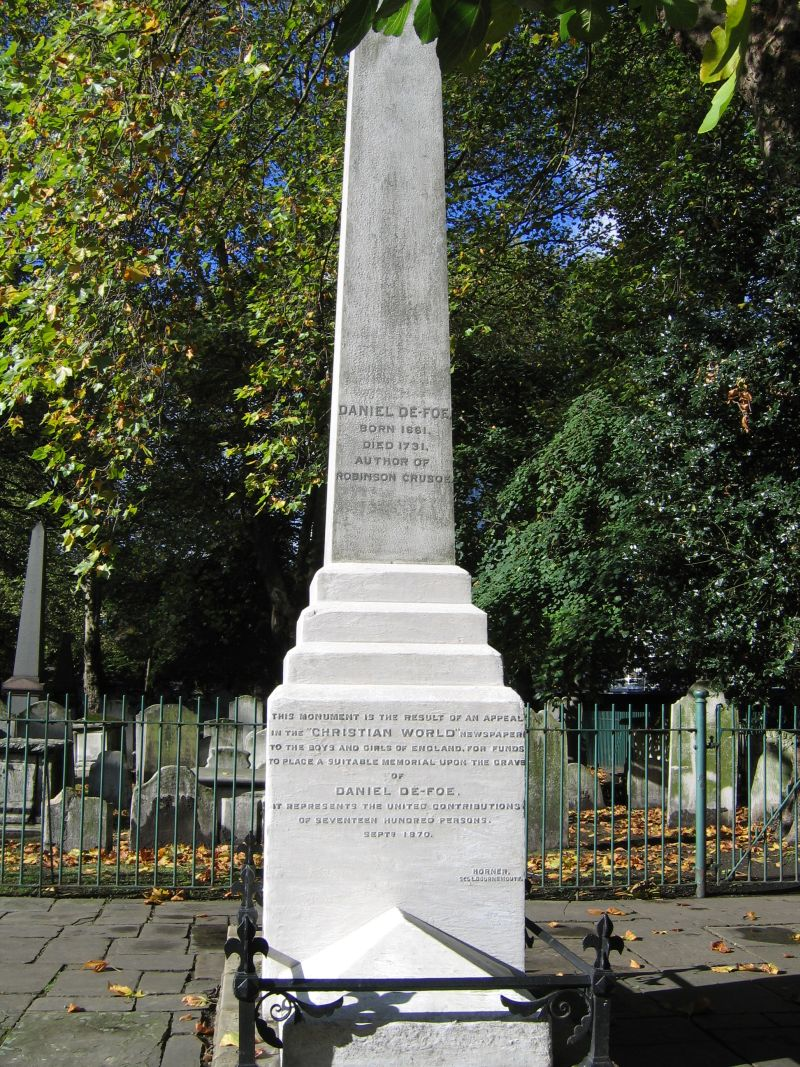
丹尼尔·笛福墓
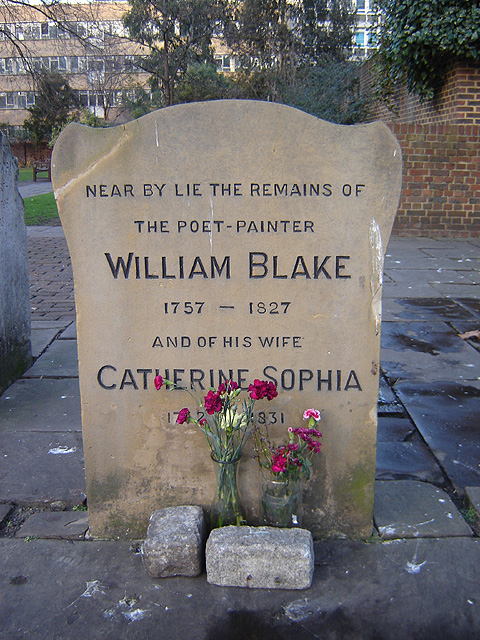
威廉·布莱克夫妇墓碑，1927
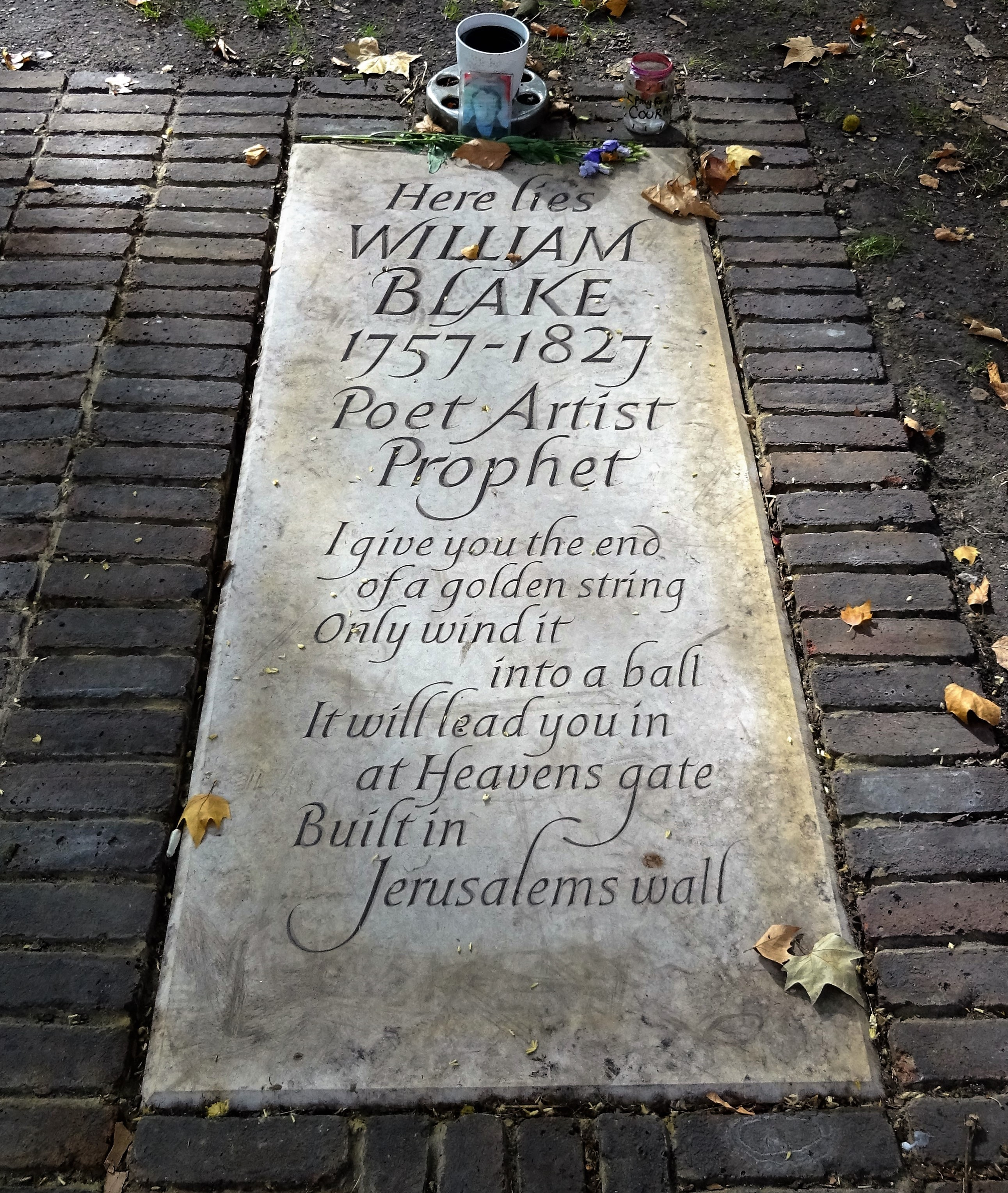
威廉·布莱克墓碑，2018

## 著名墓穴

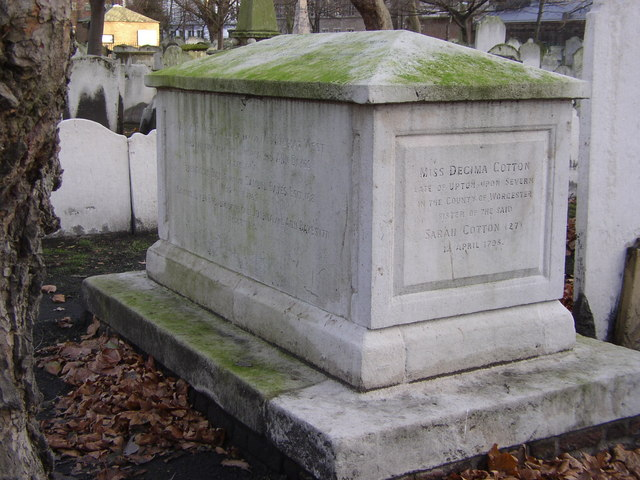
托马斯·贝叶斯墓

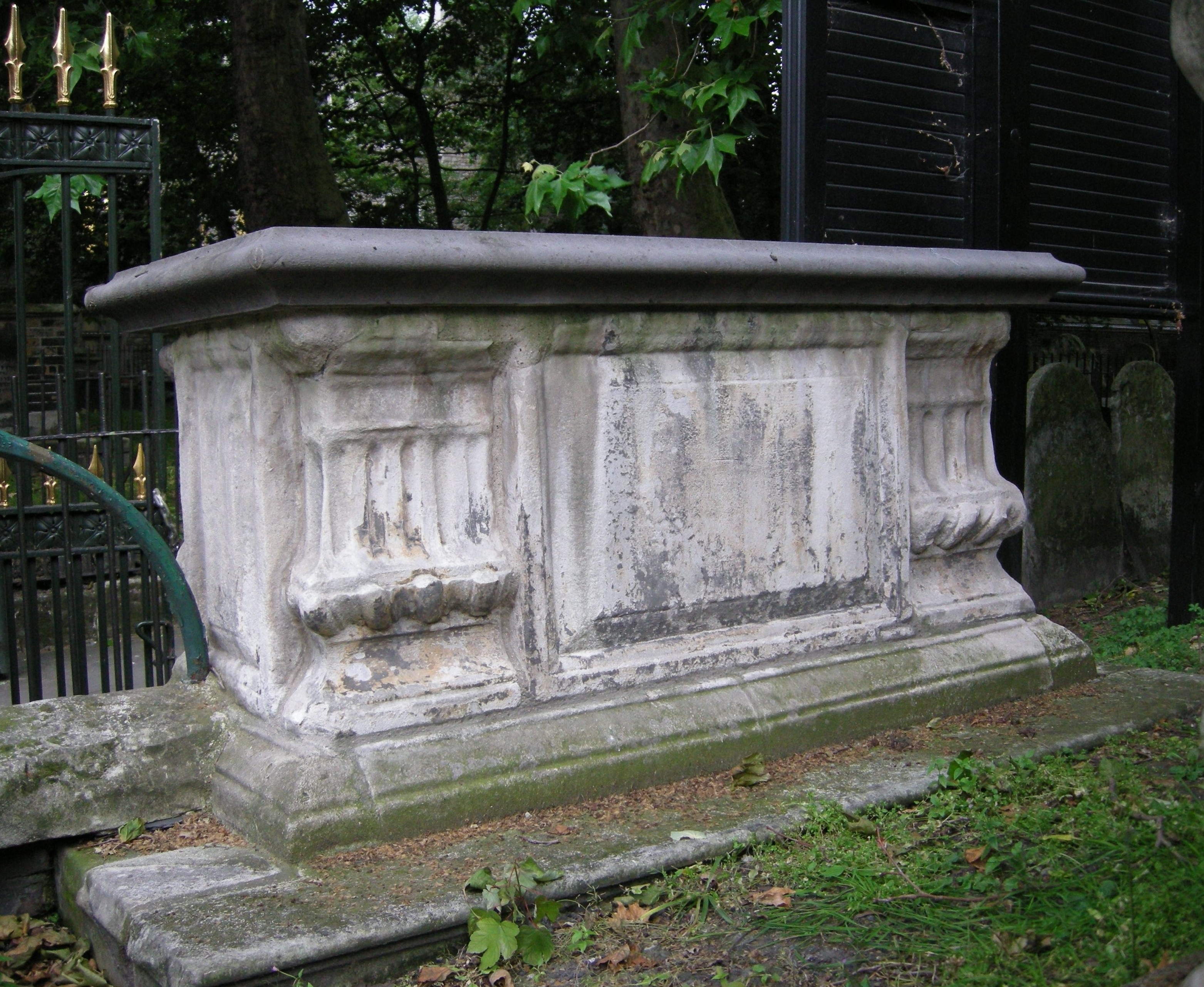
理查德·普莱斯墓

### 17世纪
- 約翰·班揚 (1628–1688), 《天路历程》的作者
- 查尔斯·弗利特伍德 (c. 1618–1692), 是英国内战时期议会军将领
- 约翰·欧文 (1616–1683), 清教徒领袖、神学家和学术领导者
- 瓦瓦索·鮑威爾 (1617–1670),威爾士清教徒牧師、傳道者、教會領袖和作家

### 18世纪
- 托马斯·贝叶斯 (1702–1761), 数学家、牧师
- 克伦威尔家族：18世纪的两座墓，克伦威尔的孙子亨利·克伦威尔（1658-1711）夫妇及其若干子孙（克伦威尔本人在里斯本去世安葬。）
- 丹尼尔·笛福 (1661–1731), 《鲁宾逊漂流记》的作者
- 湯瑪斯·紐科門 (1663–1729), 工程師和發明家
- 理查德·普莱斯 (1723–1791), 威尔士道德哲学家、牧师、数学家，政治活动家
- 以撒·華茲 (1674–1748), 赞美诗作者（《普世欢腾》、《我每静念那十字架》）、神学家和逻辑学家，英国圣诗之父
- 苏珊娜·卫斯理 (1669–1742), 约翰·卫斯理和查理·卫斯理之母、赞美诗作者

### 19世纪
- 凯瑟琳·布莱克 (1762–1831), 威廉·布莱克之妻
- 威廉·布莱克 (1757–1827), 画家、诗人、先知